# Schefflera bractescens
Schefflera bractescens är en araliaväxtart som beskrevs av Henry Nicholas Ridley. Schefflera bractescens ingår i släktet Schefflera och familjen araliaväxter. IUCN kategoriserar arten globalt som livskraftig. Inga underarter finns listade.